# Ubermensch (Death of God)
Übermensch (Death of God) – drugi studyjny album polskiej grupy deathmetalowej Lost Soul. Wydawnictwo ukazało się w 2002 roku, w Polsce dzięki Empire Records. Z kolei w pozostałych krajach Europy płytę wydała firma Osmose Productions.

## Lista utworów
Opracowano na podstawie materiału źródłowego.
| Nr  | Tytuł utworu                        | Słowa         | Muzyka    | Długość |
| --- | ----------------------------------- | ------------- | --------- | ------- |
| 1.  | „The Dawn” (utwór instrumentalny)   |               | Lost Soul | 01:18   |
| 2.  | „No Salvation”                      | Adam Sierżęga | Lost Soul | 02:28   |
| 3.  | „Beast Rising”                      | Adam Sierżęga | Lost Soul | 03:40   |
| 4.  | „The Source of Thee”                | Adam Sierżęga | Lost Soul | 02:58   |
| 5.  | „Incinerate” (utwór instrumentalny) |               | Lost Soul | 01:30   |
| 6.  | „To The New Light!”                 | Adam Sierżęga | Lost Soul | 03:18   |
| 7.  | „Soul Hunger”                       | Adam Sierżęga | Lost Soul | 04:58   |
| 8.  | „Lords of Endeavours”               | Adam Sierżęga | Lost Soul | 04:15   |
| 9.  | „Apeiron” (utwór instrumentalny)    |               | Lost Soul | 01:21   |
| 10. | „Adoration of Violet”               | Adam Sierżęga | Lost Soul | 03:40   |
| 11. | „The One You Seek”                  | Adam Sierżęga | Lost Soul | 05:36   |
| 12. | „The Crown” (utwór instrumentalny)  |               | Lost Soul | 01:28   |
|     |                                     |               |           | 36:30   |

## Twórcy
Opracowano na podstawie materiału źródłowego.
| Zespół Lost Soul w składzie - Jacek Grecki – wokal, gitara rytmiczna, gitara prowadząca - Piotr Ostrowski – gitara rytmiczna, gitara prowadząca - Krzysztof Artur Zagórowicz – gitara basowa - Adam Sierżęga – perkusja, instrumenty perkusyjne | Dodatkowi muzycy - Barbara Kamieniak – instrumenty klawiszowe Produkcja - Arkadiusz Malczewski – inżynieria dźwięku - Grzegorz Piwkowski – mastering - Jacek Wiśniewski – okładka, oprawa graficzna |